# Živogošće
Živogošće is een plaats in de gemeente Podgora in de Kroatische provincie Split-Dalmatië. De plaats telt 538 inwoners (2001).